# Borolia rosilineata
Borolia rosilineata är en fjärilsart som beskrevs av Köhler 1947. Borolia rosilineata ingår i släktet Borolia och familjen nattflyn. Inga underarter finns listade i Catalogue of Life.